# We’re Not Makin’ Love Anymore
«We’re Not Makin’ Love Anymore» (с англ. — «Мы больше не любим друг друга») — песня, записанная американской певицей Барброй Стрейзанд в 1989 году для сборника её лучших хитов A Collection: Greatest Hits…and More. Авторами песни стали Майкл Болтон и Дайан Уоррен, спродюсировал запись Нарада Майкл Уолден. На написание песни Болтона вдохновил его собственный развод с женой. Также Болтон и Уоррен долго обсуждали, кому стоит предложить песню для достойного исполнения, в итоге оба пришли к мнению, что лучшей кандидатурой станет Стрейзанд.
Как сингл песня была выпущена 14 сентября 1989 года и получила прохладный приём как от критиков, так и от слушателей. Мнения критиков были смешанными, в основном они сходились во мнении, что песня безусловно мощная поп-баллада, но слишком уж похожа на песню «Comin’ In and Out of Your Life», которую в 1981 году записала певица, также песню назвали незапоминающейся. Сингл не вошел в Billboard Hot 100 в Соединенных Штатах, но он достиг десятого места в чарте Adult Contemporary. В аналогичном чарте в Канаде, составленном RPM, он достиг строчки 17. «We’re Not Makin’ Love Anymore» также вошла в чарты в двух европейских странах: Нидерландах и Великобритании. В Нидерландах он достиг пика на 89 месте, что стало самой низкой позицией певицы в данной стране за всё время. В Великобритании песня добралась до 85 места.

## Позиции в хит-парадах
| Хит-парад (1989/1990)              | Высшая позиция |
| ---------------------------------- | -------------- |
| Великобритания (UK Singles Chart)  | 85             |
| Канада (RPM Adult Contemporary)    | 17             |
| Нидерланды (Single Top 100)        | 89             |
| США (Billboard Adult Contemporary) | 10             |